# Mihai Burcă
Mihai Burcă (n. 25 aprilie 1914, municipiul Pașcani, județul Iași – d. 1994, București) a fost un general de armată român, care a îndeplinit funcția de adjunct al ministrului forțelor armate (1958-1978).

## Biografie
Mihai Burcă s-a născut la data de 25 aprilie 1914, în municipiul Pașcani (județul Iași). A lucrat ca tâmplar la Atelierele C.F.R. Iași între anii 1932-1935. În anul 1932 a devenit membru al Partidului Comunist din România.
În noiembrie 1936, a plecat voluntar în Brigăzile Internaționale în Spania, îndeplinind funcțiile de comandant de pluton, companie și batalion în Brigada 14 Infanterie (noiembrie 1936 - februarie 1939). A fost avansat la gradul de căpitan în Armata Roșie în 1936.
În februarie 1939, după terminarea războiului civil din Spania, pleacă în URSS unde va lucra ca șef de secție la Fabrica de vagoane din Voroșilovgrad (1939-1941). A urmat cursurile Școlii Militare Politice la Moscova (1941-1943) și apoi ale Academiei Militare a M.St.M. din U.R.S.S. - Facultatea de Aviație (1956-1958). În octombrie 1943, este numit ca locțiitor politic al comandantului Regimentului 1 Infanterie voluntari și apoi al Diviziei 1 Infanterie "Tudor Vladimirescu". S-a ocupat împreună cu Dumitru Petrescu de constituirea Diviziei de voluntari antifasciști, făcând propagandă sovietică în lagărele unde se aflau prizonierii de la Cotul Donului. Dumitru Petrescu (viitor general) afirmă: "De prizonierii din lagăre se ocupau două organe sovietice: de munca politică (în lagăre) se ocupau organele NKVD, de cea care privea organizarea unităților militare se ocupau organele Min. Apărării și Dir. Sup. Politice, respectiv Direcția a VII-a. De altfel din însărcinarea Dir. VII-a și personal a lui Dimitri Zaharici Manuilski - reprezentantul PCUS pe lîngă Direcția VII-a, eu - ajutat de Mihai Burcă ne ocupam de un lot mare de ofițeri care fuseseră (luați - n.n.) prizonieri la Cotul Donului. Dintre aceștia un număr însemnat aderaseră la Divizie" . Este înaintat apoi la gradele de maior (1944), locotenent-colonel (1945) și colonel (1947).
Este numit ulterior comandant secund pentru Educație Cultural-Politică al Corpului de Grăniceri (iunie - septembrie 1947), șef al Direcției Generale Politice a M.A.I. (septembrie 1947 - decembrie 1950), comandant al Trupelor M.A.I. (decembrie 1950 - 1952). În decembrie 1948, este înaintat la gradul de general-maior (cu o stea). De asemenea, îndeplinește și funcțiile de adjunct (ianuarie 1951 - septembrie 1952) și prim-locțiitor al ministrului afacerilor interne (septembrie 1952 - septembrie 1953).
Generalul Burcă va deține apoi funcțiile de locțiitor al comandantului Regiunii 2 Militare (septembrie - decembrie 1953), comandant al Comandamentului Forțelor Aeriene Militare (decembrie 1953 - noiembrie 1956), șef al Direcției Superioare Politice a Armatei (noiembrie 1956 - aprilie 1964), adjunct al ministrului forțelor armate (noiembrie 1956 - februarie 1972) și comandant al Comandamentului Serviciilor Armatei (februarie 1972 - ianuarie 1973). În mai 1965, a fost înaintat la gradul de general-colonel (cu 3 stele).
Este mutat în funcții administrative în afara Armatei, ca președinte al Consiliului Central al Societății de Cruce Roșie în perioada februarie 1972 - octombrie 1975. A fost trecut în rezervă în septembrie 1977.
A fost ales ca membru al Comitetului Central al Partidului Muncitoresc Român (1960-1979). În mai 1961 a fost decorat cu medalia "A 40-a aniversare de la înființarea Partidului Comunist din România". În anul 1979 a fost transferat în Comisia Centrală de Revizie.
Generalul Burcă a încetat din viață în anul 1994, în orașul București.

## Decorații
- Medalia „A cincea aniversare a Republicii Populare Române” (24 decembrie 1952) „pentru lupta și munca duse în vederea făuririi, consolidării și prosperării Republicii Populare Române”[5]
- Ordinul „23 August” clasa a II-a (12 august 1959) „pentru îndelungată activitate în mișcarea muncitorească, pentru contribuția activă la răsturnarea dictaturii militaro-fasciste și instaurarea regimului democrat-popular, pentru merite deosebite în opera de construire a socialismului”[6]
- Medalia „40 de ani de la înființarea Partidului Comunist din Romînia” (6 mai 1961) „pentru activitate îndelungată în mișcarea muncitorească și merite în opera de construire a socialismului”[7]
- Ordinul „Steaua Republicii Populare Române” clasa I (24 aprilie 1964) „pentru activitate îndelungată în mișcarea muncitorească și merite deosebite în opera de construire a socialismului, cu prilejul împlinirii vîrstei de 50 de ani”[8]
- Ordinul „Tudor Vladimirescu” clasa a II-a (30 aprilie 1966) „cu prilejul celei de-a 45-a aniversări de la înființarea Partidului Comunist din România, pentru îndelungată activitate în mișcarea muncitorească și merite deosebite în opera de construire a socialismului”[9]
- titlul de Erou al Muncii Socialiste și medalia de aur „Secera și ciocanul” (4 mai 1971) „cu prilejul aniversării a 50 de ani de la constituirea Partidului Comunist Român, [...] pentru activitate îndelungată în mișcarea muncitorească și merite deosebite în opera de construire a socialismului în patria noastră”[10]
- Ordinul „Tudor Vladimirescu” clasa I (20 august 1984) „pentru contribuția deosebită adusă la înfăptuirea politicii Partidului Comunist Român de făurire a societății socialiste multilateral dezvoltate în patria noastră, cu prilejul celei de-a 40-a aniversări a revoluției de eliberare socială și națională, antifascistă și antiimperialistă”[11]
- Medalia „Virtutea Ostășească” clasa I (7 mai 1985) „pentru faptele de arme săvîrșite în războiul împotriva Germaniei hitleriste, cu prilejul aniversării a 40 de ani de la victoria asupra fascismului”[12]